# Quaestor sacri palatii
Der quaestor sacri palatii (kurz QSP; lateinisch „Quaestor des heiligen Palastes“) war ein hoher Beamter im spätantiken Römischen Reich.
Innerhalb des kaiserlichen Hofstaats war der quaestor sacri palatii der zweithöchste Beamte nach dem magister officiorum. Er war eine Art „Justizminister“, da es seine Aufgabe war, die kaiserlichen Erlasse zu formulieren. Faktisch dürfte er daher erheblichen Einfluss auf den Inhalt der Gesetze besessen haben, nicht nur unter schwächeren Herrschern. Daher waren die quaestores meist sehr angesehene Rechtsgelehrte oder Rhetoren. Den QSP verband – abgesehen vom Namen – dabei so gut wie nichts mehr mit dem quaestor der Römischen Republik und frühen Kaiserzeit. Das spätantike Amt ging höchstwahrscheinlich zurück auf die quaestores Caesaris, die seit dem späten 1. Jahrhundert dem Senat kaiserliche Verlautbarungen mitgeteilt hatten.
Der quaestor sacri palatii gehörte dem consistorium an, einem Rat hoher Beamter, in dem oft allgemeine Gesetze beschlossen wurden. Hier wurden Vorschläge oder Wünsche für benötigte Gesetze eingebracht. Dem Quaestor fiel nun die Aufgabe zu, einen Formulierungsvorschlag für ein neues Gesetz auszuarbeiten. Dieser Vorschlag wurde dann wiederum im consistorium diskutiert und später dem Kaiser vorgelegt.
Der QSP war eine der drei Rangklassen von comites („Begleitern“) des jeweiligen Kaisers. Dieses System wurde von Konstantin I. geschaffen und galt nicht nur für den jeweiligen regierenden Oberkaiser (Augustus), sondern auch für etwaige Mit- und Unterkaiser (Caesares). Über den Hofstaat versuchte ein Oberkaiser oft, seine(n) Unterkaiser zu kontrollieren. Das Amt des quaestor sacri palatii und mit ihm das konstantinische System des Hofstaates bestand im Westen des Römischen Reiches bis in die Zeit nach dem Ende des weströmischen Kaisertums (476/480) fort. Noch unter Odoaker (476–493) und während der folgenden Ostgotenherrschaft über Italien (493–553) ist es bezeugt; erst 554 wurde es gemeinsam mit dem weströmischen Hof von Kaiser Justinian abgeschafft. In Ostrom bestand das Amt noch deutlich länger – bis weit ins 7. Jahrhundert, als das Reich seinen spätantik-römischen Charakter weitgehend einbüßte. Einer der berühmtesten Inhaber des Amtes war Tribonianus, der unter Kaiser Justinian für die Erstellung des Codex Iustinianus verantwortlich zeichnete.